# Allraheligaste Guds Moders födelses kyrka, Batajnica
Allraheligaste Guds Moders födelses kyrka (serbisk kyrilliska: Црква Рођења Пресвете Богородице; latinska: Crkva Rođenja Presvete Bogorodice) är en serbisk-ortodox kyrkobyggnad belägen i stadsdelen Batajnica i Serbiens huvustad, Belgrad.
Kyrkan är helgad åt den liturgiska festdagen Jungfru Marie födelse och tillhör det serbisk-ortodoxa stiftet Srems stift.

## Historik
Allraheligaste Guds Moders födelses kyrka i Batajnica började att byggas den 14 november 1992.
Den första liturgin ägde rum den 21 september 1995 och kyrkan stod färdig 1998, då regelbundna gudstjänster började den 21 september.

## Kyrkan

### Klockor
- Kyrkan har tre klockor. Den tyngsta väger 500 kg, den nöst tyngsta 300 och den lättaste 150 kg.[1]

### Interiör ochinventarier
- Freskerna på bland annat kupolen tillverkades av Mateja Minić och Dragan Marunić.[2][1]
- Ikonostasen är gjord av ek, har 25 ikoner totalt och är snidad.[2][1]
- Rören för golvvärmen är totalt 1000 meter långa.[1]